# 王兵 (1972年)
王兵（1972年1月—），中華人民共和國政治人物，江苏苏州人。现任甘肃省人民政府副省长，甘南州第十七届人民代表大会常务委员会委员。苏州大学硕士研究生学历。

## 生平
1996年，以苏州大学英语语言文学专业硕士研究生身份毕业；2007年，获得英国伦敦城市大学工商管理硕士学位。
曾任职于中国建设银行股份有限公司，后于2024年11月15日辞去建设银行副行长兼董事会秘书职务。
2024年11月29日，被甘肃省人大常委会任命为甘肃省人民政府副省长。